# Porcellio gruneri
Porcellio gruneri là một loài chân đều trong họ Porcellionidae. Loài này được Hoese miêu tả khoa học năm 1978.